# مت گارستکا
مت گارستکا (انگلیسی: Matt Garstka؛ زادهٔ ۲۷ آوریل ۱۹۸۹) طبل‌زن اهل ایالات متحده آمریکا است.